# 18 мая (муниципалитет)
18 мая (исп. 18 de Mayo) — муниципалитет в Уругвае в департаменте Канелонес. Муниципалитет назван в честь битвы при Лас-Пьедрас, состоявшейся в этих местах 18 мая 1811 года.

## История
Муниципалитет образован 15 марта 2013 года за счёт выделения части земель из муниципалитетов Лас-Пьедрас и Прогресо.

## Состав
В состав муниципалитета входит ряд населённых пунктов, расположенных вдоль старой Дороги № 5: Вилья-Алегрия, Виста-Линда, Эль-Дорадо, Сан-Франсиско, Вилья-Кристина, Сан-Исидро, Эль-Дорадо-Чико и Вилья-Форести.